# Ulrike Hofmann-Paul
Ulrike Hofmann-Paul (* 10. Januar 1951 in Marktzeuln/Oberfranken) ist eine deutsche Verlagsleiterin und Autorin von Theaterstücken und Gedichten. Zudem war sie als Dozentin an der Freien Universität Berlin und der Universität Bielefeld tätig. Von 1998 bis 2023 leitete sie den von ihr gegründeten Theaterverlag Hofmann-Paul. Darüber hinaus arbeitet sie als Übersetzerin von Theaterstücken aus dem Englischen und Französischen. Sie veröffentlicht unter dem Namen Ulrike Hofmann.

## Leben
Ulrike Hofmann-Paul wurde 1951 in Marktzeuln/Oberfranken geboren. Nach dem Studium der Germanistik, Anglistik und der Theaterwissenschaften in München, London und Berlin erhielt sie ein einjähriges DAAD-Stipendium in London und legte das Staatsexamen ab. Anschließend arbeitete sie zunächst als Dramaturgin am GRIPS Theater in Berlin, gründete die Theatergruppe berliner schauspielerinnen und leitete in der Folge gemeinsam mit Ingrid Ernst das Moderne Theater Berlin. Sie inszenierte als freie Regisseurin und Produzentin an verschiedenen Theatern in Berlin, Dessau und Zürich mehrere Uraufführungen und deutschsprachige Erstaufführungen. Darüber hinaus übersetzte sie Theaterstücke und Hörspiele aus dem Englischen und Französischen.
1998 gründete Ulrike Hofmann-Paul den Theaterverlag Hofmann-Paul, der 2023 aufgelöst wurde. 
Ulrike Hofmann-Paul lebt mit ihrer Familie in Berlin.

## Die Akte Auguste D. (Theaterstück)
Ulrike Hofmann-Paul verfasste das Theaterstück Die Akte Auguste D., die Bühnenfassung einer Biographie über Alois Alzheimer von Konrad und Ulrike Maurer. Das Stück in der Tradition des Dokumentartheaters basiert auf der 1997 wiedergefundenen Krankenakte von Auguste Deter, der ersten Alzheimer-Patientin des Entdeckers der Alzheimer-Krankheit, Alois Alzheimer. Es enthält die von Alois Alzheimer notierten Originaldialoge zwischen Arzt und Patientin, die den Verlauf der Krankheit auch auf sprachlicher Ebene widerspiegeln. Das Stück ist jedoch nicht nur ein Porträt der Krankheit, sondern thematisiert auch das Milieu der Irrenanstalten, die Methoden der Hirnforscher zu Beginn des zwanzigsten Jahrhunderts und auch den Charakter Alois Alzheimers selbst: „So wird anhand des weltweit ersten beschriebenen Falles der Alzheimer-Krankheit diese [die Geschichte um Alzheimer und Deter] nicht nur in allen Facetten beleuchtet. Die Zuschauer werfen zugleich einen Blick auf die Person Alzheimers, seine Menschlichkeit und seinen Humor.“, wie es in einer Rezension der Ärzte Zeitung hieß.
Die Akte Auguste D. wurde an mehreren deutschsprachigen Bühnen gespielt, u. a. an der Tübinger Landesbühne Württemberg-Hohenzollern, in Frankfurt am Main und Würzburg. Die Uraufführung fand am 15. November 2001 im Theater Neumarkt in Zürich statt, Regie führte Christian Pade. Hofmann-Paul las den Text auf zahlreichen Kongressen, Jubiläen und Festveranstaltungen zum Thema Alzheimer.
Ulrike Hofmann-Paul hat auch in verschiedenen journalistischen Arbeiten wiederholt Beiträge zum Thema Alzheimer und der Geschichte von Alois Alzheimer und Auguste Deter publiziert.

## Veröffentlichungen
- Die Akte Auguste D. (Theaterstück). Konrad und Ulrike Maurer, Bühnenfassung Ulrike Hofmann. Theaterverlag Hofmann-Paul 2001. (Uraufführung: 15. November 2001, Theater Neumarkt, Zürich, Regie: Christian Pade)
- LandEscapes. Malerei von Dessa, Gedichte von Ulrike Hofmann. Pully, Schweiz 2006.
- Die Akte Auguste D. (Radio-Feature). Alzheimer – Anatomie einer Entdeckung. WDR 2003.

Darüber hinaus publizierte Ulrike Hofmann-Paul mehrere Aufsätze in Fachzeitschriften und journalistische Artikel in Tageszeitungen. Ulrike Hofmann-Paul veröffentlichte und inszenierte stets unter dem Namen Ulrike Hofmann.

## Inszenierungen
- Ein gefallener Engel im Hotel Schweiz. Annäherungen an Annemarie Schwarzenbach. Eine Theatercollage. von Hélène Bezencon, Philipp Engelmann, Christoph Keller, Birgit Kempker und Johanna Lier. Uraufführung, Theater an der Winkelwiese, Zürich (1998)
- Dankbare Frauen von Margret Kreidl. Uraufführung, Postfuhramt Mitte, Berlin (1997)
- Der elektrische Reiter von Heidi von Plato. Anhaltisches Theater, Bauhausbühne Dessau (1996)
- Shanghai – Erster Klasse von Anna Rheinsberg. Uraufführung, Modernes Theater Berlin (1994)
- Drei Frauen / Three Women von Sylvia Plath. Deutschsprachige Erstaufführung, Modernes Theater Berlin (1993)
- Zehn Zimmer. Nach Motiven von Botho Strauß. Theaterprojekt mit Studenten der Erzieherfachhochschule. MOSAIK Jugendkulturetage Berlin (1992)
- Troubadora Beatriz und ihre Spielfrau Laura Nach Motiven von Irmtraud Morgner. Theaterprojekt mit Studenten der Erzieherfachhochschule. MOSAIK Jugendkulturetage Berlin (1991)
- Maria Stuarda von Dacia Maraini. Musik von Mathias Fischer-Dieskau. Deutsche Erstaufführung, Ballhaus Naunynstraße Berlin (1990)

## Übersetzungen von Theaterstücken (Auswahl)

### Aus dem Englischen
- Spaceman von Mark Down
- Bitch von Mark Catley
- Der junge Hamlet von Paul Harman
- Unter dem Apfelbaum von Paul Harman
- Der Messias von Patrick Barlow (zusammen mit Volker Ludwig)
- Revolution!! von Patrick Barlow
- Ikarus von Stephen Clarke
- Acht Gesänge für einen verrückten König Libretto von Randolph Stow und Georg III.

### Aus dem Französischen
- Immer wenn es Nacht wird von Arlette Namiand
- Passionen von Arlette Namiand (zusammen mit Anne-Marie Chatelier)